# Association de soutien aux travailleurs immigrés
Pour les articles homonymes, voir Asti (homonymie).
 (juin 2023).
Si vous disposez d'ouvrages ou d'articles de référence ou si vous connaissez des sites web de qualité traitant du thème abordé ici, merci de compléter l'article en donnant les références utiles à sa vérifiabilité et en les liant à la section « Notes et références ».
L’Association de Soutien aux Travailleurs Immigrés, ASTI, est une organisation non gouvernementale créée en 1979 à Luxembourg pour lutter pour le droit de vote et pour des droits égaux.

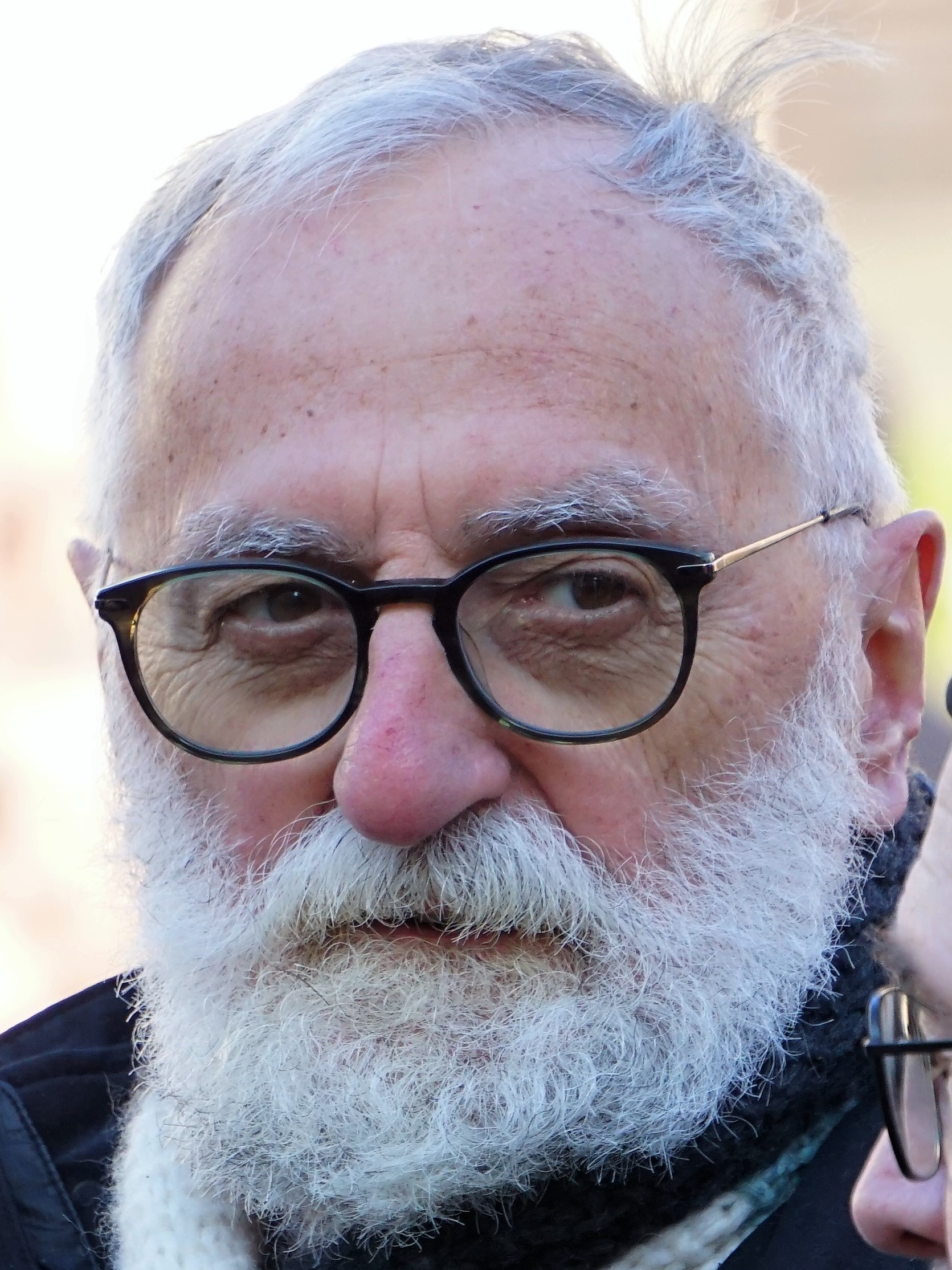
Serge Kollwelter, cofondateur et ancien président de l'Association de soutien aux travailleurs immigrés.

Créateur du Festival de l’Immigration, copromoteur du Carnaval des Cultures, de la Caravane 2000, l’ASTI cherche le partenariat national et international. Ses propositions et revendications dans le domaine de la scolarisation, des droits égaux, de la lutte antidiscriminatoire, de l’engagement avec les réfugiés et les sans-papiers se basent sur un travail de terrain avec enfants, jeunes et adultes.
L’ASTI s’engage pour une société nouvelle, riche de sa diversité.
Aux actions de revendication politique, financées uniquement par des dons, s’ajoutent des activités conventionnées avec les ministères dans les domaines de travail social communautaire avec des enfants, des jeunes, des adultes, ainsi que des activités d’élaboration de matériel pédagogique et la gérance d’un centre de documentation et d’animation interculturelles.
En 2022, l'ATSI lance un service d'aide à la recherche d'emploi, nommé Coach4Work, basé sur une formation sur le marché de l'emploi au Luxembourg suivie par un recours temporaire à un coach bénévole.